# Nine Hours, Nine Persons, Nine Doors
Nine Hours, Nine Persons, Nine Doors (jap. 極限脱出 9時間9人9の扉 Kyokugen Dasshutsu 9 Jikan 9 Nin 9 no Tobira) – powieść wizualna produkcji firmy Chunsoft. Jest to pierwsza część serii Zero Escape, w której wydano jeszcze gry Virtue’s Last Reward i Zero Time Dilemma. Gra została wydana na Nintendo DS w 2009 roku w Japonii i w 2010 roku w Ameryce Północnej, a wersja na iOS została wydana w 2013 roku w Japonii i w 2014 roku poza Japonią. Remake w wysokiej rozdzielczości został wydany w 2017 roku na Microsoft Windows, PlayStation 4 i PlayStation Vita jako część zestawu Zero Escape: The Nonary Games, w którym zawarto także Virtue’s Last Reward.

## Rozgrywka
Nine Hours, Nine Persons, Nine Doors to gra przygodowa z elementami powieści wizualnej, w której gracz wciela się w rolę mężczyzny imieniem Junpei. Rozgrywka podzielona jest na dwie sekcje: powieściowe i ucieczki. W sekcjach powieściowych, gracz rozmawia z innymi bohaterami gry. W tych sekcjach gra wymaga bardzo mało interakcji, ponieważ, tak jak w innych powieściach wizualnych, gracz czyta tekst pojawiający się na ekranie, przedstawiający wypowiedzi innych bohaterów i myśli Junpeia, a także podejmuje decyzje wpływające na zakończenie. Wskutek podjętych decyzji, gracz otrzymuje jedno z sześciu zakończeń zawartych w grze. Nie jest możliwe rozwiązanie całej przedstawionej zagadki w trakcie jednej gry – aby otrzymać „prawdziwe” zakończenie, zawierające informacje tłumaczące przedstawione wydarzenia, trzeba uprzednio zobaczyć to jedno z zakończeń, które odblokowuje dostęp do „prawdziwego” zakończenia. Niektóre z zakończeń zawierają wskazówki ułatwiające odkrycie innych zakończeń.

## Fabuła
W Nine Hours, Nine Persons, Nine Doors występuje dziewięcioro bohaterów, którzy są zmuszeni do udziału w grze nazwanej Nonary Game przez osobę o nieznanej tożsamości przedstawiającej się jako Zero. Bohaterowie przyjmują pseudonimy, by chronić swoje tożsamości. Głównemu bohaterowi, Junpeiowi, w tej grze towarzyszą: June, nerwowa dziewczyna i stara przyjaciółka Junpeia, której prawdziwe imię to Akane; Lotus, wyrachowana kobieta, o której umiejętnościach niewiele wiadomo; Seven, muskularny mężczyzna; Santa, punk o negatywnym nastawieniu do świata; Ace, starszy i mądry mężczyzna; Snake, ślepiec zachowujący się w sposób przypominający księcia; Clover, dziewczyna miewająca wahania nastroju; Dziewiąty (ang. 9th Man), nerwowy mężczyzna.
Akcja gry toczy się we wnętrzu statku pasażerskiego, w którym wszystkie zewnętrzne drzwi i okna zamknięto. Bohaterowie dowiadują się, że zostali porwani i przewiezieni na statek, aby zagrali w Nonary Game. Celem gry jest odnalezienie drzwi oznaczonych cyfrą „9” zanim statek zatonie. Aby znaleźć te drzwi, bohaterowie są zmuszeni podzielić się na zespoły, które eksplorują statek rozwiązując zagadki otwierające dostęp do kolejnych pomieszczeń. Podział grupy jest wymuszony przez specjalne blokady na drzwiach oparte na tak zwanym pierwiastku cyfrowym: każdy gracz nosi bransoletkę z numerem, przez drzwi może przejść tylko grupa składająca się z 3-5 osób, a suma cyfr sumy numerów na bransoletkach członków grupy musi równać się liczbie zapisanej na drzwiach.

## Wydanie
Nine Hours, Nine Persons, Nine Doors zostało pierwotnie wydane przez Spike 10 grudnia 2009 roku na Nintendo DS. Amerykańskie wydanie weszło do sprzedaży 16 listopada 2010. W Stanach Zjednoczonych bonusem do pre-orderów były repliki bransoletek z gry, ale z powodu małej ilości zamówień, Aksys zaczął sprzedawać je na własnej stronie internetowej. Po wydaniu, Nine Hours, Nine Persons, Nine Doors zostało jedenastą grą na Nintendo DS, która otrzymała rating M od ESRB. Wraz z wydaniem sequela gry, Zero Escape: Virtue’s Last Reward, ponownie wydano Nine Hours, Nine Persons, Nine Doors pod tytułem Zero Escape: Nine Hours, Nine Persons, Nine Doors w nowym opakowaniu, zawierającym logo serii. Ścieżka dźwiękowa została opublikowana przez Super Sweep 23 grudnia 2009 roku. powieściowa adaptacja gry, Kyokugen Dasshutsu 9 Jikan 9 Nin 9 no Tobira Orutana (jap. 極限脱出 9時間9人9の扉 オルタナ), napisana przez Kenjiego Kurodę, została wydana w 2010 roku przez wydawnictwo Kōdansha w dwóch tomach.

## Odbiór
Nine Hours, Nine Persons, Nine Doors otrzymała wynik 82/100 na agregatorze Metacritic, co oznacza głównie pozytywne opinie. Gra poniosła porażkę sprzedażową w Japonii, sprzedając się w 27 762 kopiach w 2009 roku i 11 891 w 2010 roku, co dało razem 39 653 sprzedanych kopii. W Stanach Zjednoczonych z kolei, gra sprzedała się dobrze, co, zdaniem autora gry, Uchikoshiego, było zaskoczeniem, jako że powieści wizualne postrzegane są jako gatunek specyficzny dla Japonii i rzadko odnoszący sukcesy poza nią.